# Lazarevac (Kruševac)
Pour les articles homonymes, voir Lazarevac (homonymie).
Lazarevac (en serbe cyrillique : Лазаревац) est un village de Serbie situé sur le territoire de la Ville de Kruševac, district de Rasina. Au recensement de 2011, il comptait 532 habitants.

## Démographie

### Évolution historique de la population
| 1948 | 1953 | 1961 | 1971 | 1981 | 1991 | 2002 | 2011 |
| ---- | ---- | ---- | ---- | ---- | ---- | ---- | ---- |
| 782  | 812  | 822  | 788  | 787  | 771  | 671  | 532  |

|  |